# Stylaster subviolacea
Stylaster subviolacea is een hydroïdpoliep uit de familie Stylasteridae. De poliep komt uit het geslacht Stylaster. Stylaster subviolacea werd in 1871 voor het eerst wetenschappelijk beschreven door Kent. 